# Capilla de Santa Rosa de Lima (Palacio Municipal de Caracas)
La Capilla de Santa Rosa de Lima es una edificación colonial que se encuentra en la planta baja del Palacio Municipal de Caracas, entre las esquinas de Monjas a San Francisco, frente al Capitolio y la Plaza Bolívar, en la Parroquia Catedral del Municipio Libertador.

## Historia
Este recinto es el único vestigio del plantel donde se establecieron, tanto el Colegio Seminario Santa Rosa de Lima, en 1673, como la Real y Pontificia Universidad de Caracas, en 1725, convertida en Universidad Central de Venezuela, en 1827, por decisión de Simón Bolívar, y luego mudada en 1856 al sitio que ocupó el convento de San Francisco, actual Palacio de las Academias.
Desde su origen, ha sido centro de formación espiritual, intelectual, científica y escenario de acontecimientos trascendentes en la 
historia de Venezuela, siendo el más importante, la decisión del Primer Congreso Nacional al declarar la independencia, el 5 de julio de 1811.
En su larga trayectoria ha servido de templo, claustro, auditorio, ateneo, aula, cámara, despacho y oficina; por lo que ha jugado un papel fundamental en el devenir religioso, educativo, político, social y cultural de la nación. Abundancia de misas, graduaciones, cátedras, conferencias, homenajes, debates, tertulias y bodas tuvieron lugar aquí. Valga señalar que fue sede provisional del Parlamento, pues, en ella tomaron posesión de la presidencia de la República José María Vargas, Carlos Soublette y José Antonio Páez.
El antiguo edificio fue reformado una primera vez, en 1872, cuando el presidente Antonio Guzmán Blanco suprimió el seminario. En su lugar, se instalaron varias oficinas de gobierno y la capilla pasó a ser cámara municipal. Durante el mandato de Cipriano Castro, se adquirió su estructura actual, con mejoras notables en 1960. Finalmente, la municipalidad cede el espacio de la capilla para realizar su restauración y apertura al público, en 1973, catalogada ahora como monumento histórico de la nación.

## Patrimonio
La Capilla Santa Rosa de Lima exhibe su valioso patrimonio original compuesto por:
- Campana de hierro.
- Retablo colonial hojillado en oro, con imágenes sevillanas.
- Arca de bronce que guarda un libro de actas del ayuntamiento. Se observa el acta del 19 de abril de 1810.
- Cátedra-púlpito estilo barroco de madera hojillada en oro.
- Cuadros del artista colonial Juan Pedro López: Nuestra Señora de la Luz, Nuestra Señora del Rosario.
- Pequeño retablo anónimo, Nuestra Señora de Caracas.
- Conjunto de retratos de participantes de la independencia.
- Cuadros del pintor Juan Lovera, los cuales son el 19 de abril de 1810 y el 5 de julio de 1811.
- Mobiliario que perteneció al seminario y a la universidad.
- Piso restaurado con algunos ladrillos originales cercanos a la puerta.
- Techo y coro reconstruidos.